# لیگ برتر والیبال مردان ایران ۱۳۹۲
لیگ برتر والیبال ایران ۱۳۹۲ هفدهمین دوره لیگ برتر والیبال ایران می‌باشد. تیم متین ورامین با برتری مقابل کاله مازندران که عنوان قهرمانی فصل گذشته را با خود یدک می‌کشید، برای نخستین بار قهرمان این رقابت‌ها شد.

## تیم‌ها
- شهرداری تبریز
- جواهری گنبد
- باریج اسانس کاشان
- میزان خراسان
- شهرداری ارومیه
- کاله مازندران
- پیکان تهران
- سایپا البرز
- نوین کشاورز تهران
- متین ورامین
- آلومینیوم المهدی هرمزگان
- شهرداری زاهدان

## دور مقدماتی

### جدول رده‌بندی
| رتبه | تیم                      | امتیاز | مسابقات | مسابقات | مسابقات | جزئیات | جزئیات | جزئیات | جزئیات | جزئیات | جزئیات | ست‌ها | ست‌ها | ست‌ها    |
| رتبه | تیم                      | امتیاز | بازی    | برد     | باخت    | ۳–۰    | ۳–۱    | ۳–۲    | ۲–۳    | ۱–۳    | ۰–۳    | برد  | باخت | میانگین |
| ---- | ------------------------ | ------ | ------- | ------- | ------- | ------ | ------ | ------ | ------ | ------ | ------ | ---- | ---- | ------- |
| ۱    | باریج اسانس کاشان        | ۴۹     | ۲۲      | ۱۶      | ۶       | ۸      | ۷      | ۱      | ۲      | ۲      | ۲      | ۵۴   | ۲۷   | ۲٫۰۰۰   |
| ۲    | متین ورامین              | ۴۸     | ۲۲      | ۱۷      | ۵       | ۹      | ۳      | ۵      | ۲      | ۳      | ۰      | ۵۸   | ۲۸   | ۲٫۰۷۱   |
| ۳    | میزان خراسان             | ۴۳     | ۲۲      | ۱۴      | ۸       | ۵      | ۷      | ۲      | ۳      | ۲      | ۳      | ۵۰   | ۳۵   | ۱٫۴۲۹   |
| ۴    | کاله مازندران            | ۳۸     | ۲۲      | ۱۴      | ۸       | ۲      | ۶      | ۶      | ۲      | ۳      | ۳      | ۴۹   | ۴۲   | ۱٫۱۶۷   |
| ۵    | پیکان تهران              | ۳۵     | ۲۲      | ۱۳      | ۹       | ۲      | ۵      | ۶      | ۲      | ۵      | ۲      | ۴۸   | ۴۴   | ۱٫۰۹۱   |
| ۶    | شهرداری تبریز            | ۳۱     | ۲۲      | ۱۰      | ۱۲      | ۳      | ۵      | ۲      | ۳      | ۵      | ۴      | ۴۱   | ۴۵   | ۰٫۹۱۱   |
| ۷    | نوین کشاورز تهران        | ۲۹     | ۲۲      | ۱۱      | ۱۱      | ۲      | ۴      | ۵      | ۱      | ۷      | ۳      | ۴۲   | ۴۷   | ۰٫۸۹۴   |
| ۸    | شهرداری ارومیه           | ۲۸     | ۲۲      | ۷       | ۱۵      | ۴      | ۳      | ۰      | ۷      | ۴      | ۴      | ۳۹   | ۴۸   | ۰٫۸۱۳   |
| ۹    | آلومینیوم المهدی هرمزگان | ۲۷     | ۲۲      | ۸       | ۱۴      | ۳      | ۱      | ۴      | ۷      | ۳      | ۴      | ۴۱   | ۵۱   | ۰٫۸۰۴   |
| ۱۰   | جواهری گنبد              | ۲۶     | ۲۲      | ۸       | ۱۴      | ۲      | ۴      | ۲      | ۴      | ۵      | ۵      | ۳۷   | ۵۰   | ۰٫۷۴۰   |
| ۱۱   | شهرداری زاهدان           | ۲۵     | ۲۲      | ۸       | ۱۴      | ۲      | ۵      | ۱      | ۲      | ۶      | ۶      | ۳۴   | ۴۹   | ۰٫۶۹۴   |
| ۱۲   | سایپا البرز              | ۱۷     | ۲۲      | ۶       | ۱۶      | ۱      | ۱      | ۴      | ۳      | ۶      | ۷      | ۳۰   | ۵۷   | ۰٫۵۲۶   |

### نتایج
|                          | آلومینیوم | باریج اسانس | جواهری | کاله | متین | میزان | نوین کشاورز | پیکان | سایپا | ش. تبریز | ش. ارومیه | ش. زاهدان |
| ------------------------ | --------- | ----------- | ------ | ---- | ---- | ----- | ----------- | ----- | ----- | -------- | --------- | --------- |
| آلومینیوم المهدی هرمزگان |           | ۰–۳         | ۳–۰    | ۲–۳  | ۲–۳  | ۳–۲   | ۲–۳         | ۳–۲   | ۳–۰   | ۳–۱      | ۳–۲       | ۳–۰       |
| باریج اسانس کاشان        | ۳–۱       |             | ۳–۱    | ۳–۰  | ۲–۳  | ۳–۰   | ۳–۱         | ۳–۰   | ۳–۰   | ۳–۰      | ۳–۲       | ۳–۱       |
| جواهری گنبد              | ۳–۰       | ۳–۰         |        | ۲–۳  | ۲–۳  | ۱–۳   | ۳–۱         | ۳–۲   | ۳–۱   | ۱–۳      | ۰–۳       | ۲–۳       |
| کاله مازندران            | ۲–۳       | ۳–۱         | ۳–۰    |      | ۳–۲  | ۰–۳   | ۳–۱         | ۳–۱   | ۳–۰   | ۳–۲      | ۳–۱       | ۳–۲       |
| متین ورامین              | ۳–۲       | ۳–۱         | ۳–۰    | ۳–۰  |      | ۳–۰   | ۳–۰         | ۱–۳   | ۳–۰   | ۳–۰      | ۳–۰       | ۳–۱       |
| میزان خراسان             | ۳–۲       | ۰–۳         | ۳–۰    | ۳–۱  | ۳–۲  |       | ۳–۰         | ۳–۱   | ۲–۳   | ۳–۱      | ۳–۰       | ۳–۰       |
| نوین کشاورز تهران        | ۳–۱       | ۱–۳         | ۱–۳    | ۳–۱  | ۱–۳  | ۱–۳   |             | ۲–۳   | ۳–۲   | ۳–۱      | ۳–۱       | ۳–۰       |
| پیکان تهران              | ۳–۲       | ۱–۳         | ۳–۲    | ۳–۲  | ۳–۱  | ۳–۲   | ۳–۰         |       | ۳–۱   | ۱–۳      | ۳–۱       | ۱–۳       |
| سایپا البرز              | ۳–۲       | ۰–۳         | ۱–۳    | ۱–۳  | ۰–۳  | ۱–۳   | ۲–۳         | ۳–۰   |       | ۳–۲      | ۳–۲       | ۳–۱       |
| شهرداری تبریز            | ۳–۰       | ۳–۲         | ۳–۱    | ۱–۳  | ۰–۳  | ۱–۳   | ۰–۳         | ۲–۳   | ۳–۲   |          | ۳–۰       | ۳–۱       |
| شهرداری ارومیه           | ۳–۱       | ۳–۰         | ۲–۳    | ۲–۳  | ۲–۳  | ۳–۱   | ۲–۳         | ۱–۳   | ۳–۱   | ۰–۳      |           | ۳–۰       |
| شهرداری زاهدان           | ۳–۰       | ۱–۳         | ۳–۱    | ۳–۱  | ۳–۱  | ۳–۱   | ۲–۳         | ۰–۳   | ۳–۰   | ۱–۳      | ۰–۳       |           |

## مرحله حذفی
- همه زمان‌ها ساعت رسمی ایران است. (یوتی‌سی ۳:۳۰+).

|  | یک‌چهارم‌نهایی | یک‌چهارم‌نهایی   | یک‌چهارم‌نهایی | یک‌چهارم‌نهایی | یک‌چهارم‌نهایی |   |       | نیمه‌نهایی      | نیمه‌نهایی | نیمه‌نهایی | نیمه‌نهایی | نیمه‌نهایی |          |          | نهایی    | نهایی          | نهایی | نهایی | نهایی |
|  |              |                |              |              |              |   |       |                |           |           |           |           |          |          |          |                |       |       |       |
|  | ۱            | باریج اسانس    | ۱            | ۱            | —            |   |       |                |           |           |           |           |          |          |          |                |       |       |       |
|  | ۸            | شهرداری ارومیه | ۳            | ۳            | —            |   |       |                |           |           |           |           |          |          |          |                |       |       |       |
|  | ۸            | شهرداری ارومیه | ۳            | ۳            | —            |   | ۸     | شهرداری ارومیه | ۳         | ۱         | ۲         |           |          |          |          |                |       |       |       |
|  |              |                |              |              |              |   | ۸     | شهرداری ارومیه | ۳         | ۱         | ۲         |           |          |          |          |                |       |       |       |
|  |              | ۴              | کاله         | ۰            | ۳            | ۳ |       |                |           |           |           |           |          |          |          |                |       |       |       |
|  | ۴            | ۴              | کاله         | ۰            | ۳            | ۳ | کاله  | ۳              | ۲         | ۳         |           |           |          |          |          |                |       |       |       |
|  | ۴            |                |              |              |              |   | کاله  | ۳              | ۲         | ۳         |           |           |          |          |          |                |       |       |       |
|  | ۵            | پیکان          | ۰            | ۳            | ۱            |   |       |                |           |           |           |           |          |          |          |                |       |       |       |
|  |              |                |              |              |              |   |       |                |           |           |           |           |          | ۴        | کاله     | ۲              | —     | —     |       |
|  |              | ۲              | متین         | ۳            | —            | — |       |                |           |           |           |           |          |          |          |                |       |       |       |
|  | ۲            | متین           | ۳            | ۳            | —            |   |       |                |           |           |           |           |          |          |          |                |       |       |       |
|  | ۷            | نوین کشاورز    | ۱            | ۱            | —            |   |       |                |           |           |           |           |          |          |          |                |       |       |       |
|  | ۷            | نوین کشاورز    | ۱            | ۱            | —            |   | ۲     | متین           | ۳         | ۳         | —         |           |          |          |          |                |       |       |       |
|  |              |                |              |              |              |   | ۲     | متین           | ۳         | ۳         | —         |           |          |          |          |                |       |       |       |
|  |              | ۳              | میزان        | ۲            | ۰            | — |       |                | مکان سوم  | مکان سوم  | مکان سوم  | مکان سوم  | مکان سوم | مکان سوم | مکان سوم |                |       |       |       |
|  | ۳            | ۳              | میزان        | ۲            | ۰            | — | میزان | ۳              | مکان سوم  | مکان سوم  | مکان سوم  | مکان سوم  | مکان سوم | مکان سوم | مکان سوم | ۰              | ۳     |       |       |
|  | ۳            |                |              |              |              |   | میزان | ۳              |           |           |           |           |          |          |          | ۰              | ۳     |       |       |
|  | ۶            | شهرداری تبریز  | ۱            | ۳            | ۲            |   |       |                |           |           |           |           |          |          | ۸        | شهرداری ارومیه |       |       |       |
|  |              |                |              |              |              |   |       |                |           |           |           |           |          |          | ۳        | میزان          |       |       |       |

### یک چهارم نهایی
باریج اسانس – شهرداری ارومیه؛
| تاریخ    | زمان  |                   | امتیاز |                   | ست ۱  | ست ۲  | ست ۳  | ست ۴  | ست ۵ | مجموع |
| -------- | ----- | ----------------- | ------ | ----------------- | ----- | ----- | ----- | ----- | ---- | ----- |
| ۱۹ فوریه | ۱۶:۰۰ | باریج اسانس کاشان | ۱–۳    | شهرداری ارومیه    | ۲۵–۲۰ | ۲۵–۲۷ | ۲۳–۲۵ | ۲۲–۲۵ |      | ۹۵–۹۷ |
| ۲۶ فوریه | ۱۶:۰۰ | شهرداری ارومیه    | ۳–۱    | باریج اسانس کاشان | ۲۳–۲۵ | ۲۶–۲۴ | ۲۵–۱۹ | ۲۵–۲۲ |      | ۹۹–۹۰ |

کاله – پیکان؛
| تاریخ    | زمان  |               | امتیاز |               | ست ۱  | ست ۲  | ست ۳  | ست ۴  | ست ۵  | مجموع  |
| -------- | ----- | ------------- | ------ | ------------- | ----- | ----- | ----- | ----- | ----- | ------ |
| ۱۹ فوریه | ۱۷:۰۰ | کاله مازندران | ۳–۰    | پیکان تهران   | ۲۵–۲۳ | ۲۶–۲۴ | ۲۵–۲۱ |       |       | ۷۶–۶۸  |
| ۲۶ فوریه | ۱۶:۰۰ | پیکان تهران   | ۳–۲    | کاله مازندران | ۲۳–۲۵ | ۲۵–۲۱ | ۱۷–۲۵ | ۲۵–۱۳ | ۱۶–۱۴ | ۱۰۶–۹۸ |
| ۲ مارس   | ۱۶:۰۰ | کاله مازندران | ۳–۱    | پیکان تهران   | ۲۱–۲۵ | ۲۵–۱۹ | ۲۵–۲۲ | ۲۵–۱۷ |       | ۹۶–۸۳  |

متین – نوین کشاورز؛
| تاریخ    | زمان  |                   | امتیاز |                   | ست ۱  | ست ۲  | ست ۳  | ست ۴  | ست ۵ | مجموع |
| -------- | ----- | ----------------- | ------ | ----------------- | ----- | ----- | ----- | ----- | ---- | ----- |
| ۱۹ فوریه | ۱۶:۰۰ | متین ورامین       | ۳–۱    | نوین کشاورز تهران | ۲۳–۲۵ | ۲۵–۲۳ | ۲۵–۱۷ | ۲۵–۲۰ |      | ۹۸–۸۵ |
| ۲۵ فوریه | ۱۶:۰۰ | نوین کشاورز تهران | ۱–۳    | متین ورامین       | ۲۲–۲۵ | ۲۵–۲۰ | ۲۰–۲۵ | ۲۰–۲۵ |      | ۸۷–۹۵ |

میزان – شهرداری تبریز؛
| تاریخ    | زمان  |               | امتیاز |               | ست ۱  | ست ۲  | ست ۳  | ست ۴  | ست ۵  | مجموع  |
| -------- | ----- | ------------- | ------ | ------------- | ----- | ----- | ----- | ----- | ----- | ------ |
| ۱۹ فوریه | ۱۶:۰۰ | میزان خراسان  | ۳–۱    | شهرداری تبریز | ۲۵–۱۸ | ۲۵–۱۷ | ۱۹–۲۵ | ۲۸–۲۶ |       | ۹۷–۸۶  |
| ۲۵ فوریه | ۱۶:۰۰ | شهرداری تبریز | ۳–۰    | میزان خراسان  | ۳۰–۲۸ | ۲۵–۲۱ | ۲۸–۲۶ |       |       | ۸۳–۷۵  |
| ۲ مارس   | ۱۶:۰۰ | میزان خراسان  | ۳–۲    | شهرداری تبریز | ۲۵–۱۵ | ۱۹–۲۵ | ۲۰–۲۵ | ۲۵–۱۶ | ۱۵–۱۳ | ۱۰۴–۹۴ |

### نیمه‌نهایی
- ورزشگاه میزبان: آزادی، تهران

شهرداری ارومیه – کاله؛
| تاریخ   | زمان  |                | امتیاز |                | ست ۱  | ست ۲  | ست ۳  | ست ۴  | ست ۵  | مجموع   |
| ------- | ----- | -------------- | ------ | -------------- | ----- | ----- | ----- | ----- | ----- | ------- |
| ۷ مارس  | ۱۸:۰۰ | کاله مازندران  | ۰–۳    | شهرداری ارومیه | ۲۱–۲۵ | ۲۱–۲۵ | ۱۵–۲۵ |       |       | ۵۷–۷۵   |
| ۹ مارس  | ۱۶:۰۰ | شهرداری ارومیه | ۱–۳    | کاله مازندران  | ۲۵–۱۹ | ۲۳–۲۵ | ۲۰–۲۵ | ۲۲–۲۵ |       | ۹۰–۹۴   |
| ۱۱ مارس | ۱۷:۰۰ | کاله مازندران  | ۳–۲    | شهرداری ارومیه | ۲۵–۲۳ | ۲۷–۲۹ | ۲۵–۲۱ | ۲۳–۲۵ | ۱۶–۱۴ | ۱۱۶–۱۱۲ |

متین – میزان؛
| تاریخ  | زمان  |              | امتیاز |              | ست ۱  | ست ۲  | ست ۳  | ست ۴  | ست ۵  | مجموع   |
| ------ | ----- | ------------ | ------ | ------------ | ----- | ----- | ----- | ----- | ----- | ------- |
| ۷ مارس | ۱۶:۰۰ | متین ورامین  | ۳–۲    | میزان خراسان | ۲۱–۲۵ | ۲۵–۲۱ | ۲۵–۱۹ | ۲۵–۲۷ | ۱۸–۱۶ | ۱۱۴–۱۰۸ |
| ۹ مارس | ۱۸:۰۰ | میزان خراسان | ۰–۳    | متین ورامین  | ۱۵–۲۵ | ۲۰–۲۵ | ۱۸–۲۵ |       |       | ۵۳–۷۵   |

### مکان سوم
- ورزشگاه میزبان: آزادی، تهران

شهرداری ارومیه – میزان؛
| تاریخ   | زمان  |              | امتیاز |                | ست ۱  | ست ۲  | ست ۳  | ست ۴ | ست ۵ | مجموع |
| ------- | ----- | ------------ | ------ | -------------- | ----- | ----- | ----- | ---- | ---- | ----- |
| ۱۳ مارس | ۱۱:۰۰ | میزان خراسان | ۰–۳    | شهرداری ارومیه | ۲۲–۲۵ | ۲۳–۲۵ | ۲۲–۲۵ |      |      | ۶۷–۷۵ |

### نهایی
- ورزشگاه میزبان: آزادی، تهران

کاله – متین؛
| تاریخ   | زمان  |             | امتیاز |               | ست ۱  | ست ۲  | ست ۳  | ست ۴  | ست ۵  | مجموع  |
| ------- | ----- | ----------- | ------ | ------------- | ----- | ----- | ----- | ----- | ----- | ------ |
| ۱۳ مارس | ۱۵:۳۰ | متین ورامین | ۳–۲    | کاله مازندران | ۲۳–۲۵ | ۲۵–۱۹ | ۲۳–۲۵ | ۲۵–۲۰ | ۱۵–۱۰ | ۱۱۱–۹۹ |

## جدول رده‌بندی
| رتبه | تیم                      | صعود یا سقوط                        |
| ---- | ------------------------ | ----------------------------------- |
| ۱    | متین ورامین              | صعود به قهرمانی باشگاه‌های آسیا ۲۰۱۴ |
| ۲    | کاله مازندران            |                                     |
| ۳    | شهرداری ارومیه           |                                     |
| ۴    | میزان خراسان             |                                     |
| ۵    | نوین کشاورز تهران        |                                     |
| ۶    | پیکان تهران              |                                     |
| ۷    | شهرداری تبریز            |                                     |
| ۸    | باریج اسانس کاشان        |                                     |
| ۹    | آلومینیوم المهدی هرمزگان |                                     |
| ۱۰   | جواهری گنبد              |                                     |
| ۱۱   | شهرداری زاهدان           | سقوط به دسته اول                    |
| ۱۲   | سایپا البرز              | سقوط به دسته اول                    |

## رده‌بندی نهایی
| رتبه | تیم                      |
| ---- | ------------------------ |
| 1    | متین ورامین              |
| 2    | کاله مازندران            |
| 3    | شهرداری ارومیه           |
| ۴    | میزان خراسان             |
| ۵    | نوین کشاورز تهران        |
| ۶    | پیکان تهران              |
| ۷    | شهرداری تبریز            |
| ۸    | باریج اسانس کاشان        |
| ۹    | آلومینیوم المهدی هرمزگان |
| ۱۰   | جواهری گنبد              |
| ۱۱   | شهرداری زاهدان           |
| ۱۲   | سایپا البرز              |

|  | راه‌یافته به قهرمانی باشگاه‌های آسیا ۲۰۱۴ |

|  | راه‌یافته به دسته اول |

| قهرمان فصل ۱۳۹۲ لیگ برتر ایران |
| ------------------------------ |
| متین ورامین نخستین قهرمانی     |

|  |  |